# 潮見町 (船橋市)
潮見町（しおみちょう）は、千葉県船橋市の地名。郵便番号273-0016。

## 地理
船橋市沿岸部に位置する。島状の埋立地の東側にあたり、埋立地の西側は市川市東浜。このほか北で西浦・市川市二俣新町と接する。工場や倉庫及び保税上屋が多く並ぶ。

## 歴史
1975年（昭和50年）6月以降、数回にわたり西浦3丁目地先の公有水面埋立地を船橋市域に編入。前述の通り島状の埋立地として形成されたため、当該地について「潮見町」と名付けられた。

## 小・中学校の学区
市立小・中学校に通う場合、学区は以下の通りとなる
| 番地 | 小学校               | 中学校           |
| ---- | -------------------- | ---------------- |
| 全域 | 船橋市立南本町小学校 | 船橋市立湊中学校 |

## 交通
市川市二俣新町に繋がる道路が一本あり、橋には新港大橋という名がついている。一旦市川市を通らないと他の船橋市の町域には行けない。鉄道は通っていない。

## 施設
- 海上保安庁第三管区海上保安本部千葉海上保安部船橋分室
- 税関支署船橋市川出張所
- 船橋市南部清掃工場
- ふなばし三番瀬海浜公園
- 千葉佐川急便
- 東海海運倉庫
- 大東運輸倉庫
- 小川運輸
- 楠原運送
- ヤマザキ
- 白井運輸
- 京葉機設輸送
- 寺田倉庫
- 丸全昭和運輸
- 芝海倉庫
- アイシーエクスプレス
- 熊井倉庫
- 江戸川鉄商
- テクノフレックス千葉工場
- 第一熱処理工業
- 船橋港湾倉庫
- 東洋港運物流センター
- 三井埠頭
- 相模運輸倉庫
- アサガミ三越通販センター
- エイトレント関東地区中央配送センター